# 青森県道252号五所川原停車場線
青森県道252号五所川原停車場線（あおもりけんどう252ごう ごしょがわらていしゃじょうせん）は、青森県五所川原市を通る一般県道である。

## 概要
五所川原駅前から国道339号・交点（大町交差点）まで約200mの短距離路線で、駅前には弘南バスのバスターミナルがある。
毎年8月上旬に開催される五所川原立佞武多の運行コースになっており、当日は通行が規制される。

### 路線データ
- 起点 : 五所川原停車場[1]
- 終点 : 国道三三九号交点（五所川原市）[1]

## 歴史
- 1961年（昭和36年）2月10日 - 青森県道に認定される[1]

## 地理
参考リンク

### 主な接続路線
- 国道339号線
- 五所川原市道大町寺町線（立佞武多通り）[3]
- 国道101号線 - 五所川原市道大町寺町線からの間接接続

### 沿線の施設など
- JR東日本五能線五所川原駅
- 津軽鉄道津軽鉄道線津軽五所川原駅
- 弘南バス五所川原ターミナル
- 五所川原商工会館
  - 五所川原エフエム本社
- 立佞武多収納庫